# 鄧永鏘
鄧永鏘爵士，KBE（KBE，1954年8月2日—2017年8月29日），已故香港慈善家鄧志昂曾孫、鄧肇堅之長孫、鄧伯勤兒子、鄧日燊侄兒，中國傳統服裝品牌上海灘，香港、北京及新加坡中國會創辦人。

## 簡歷
鄧永鏘，1954年8月2日出生。幼年在香港接受教育，就讀喇沙小學及喇沙書院，其後到英國留學，13歲時入讀位於劍橋的 The Perse School，後在倫敦大學倫敦國王學院取得哲學學士榮譽學位，主修邏輯學，再在劍橋大學取得法律碩士及哲學博士。
曾在1983年至1984年任教於北京大學，教授西方哲學及英國文學。
鄧永鏘早年曾獲授大英帝國勳章 OBE（官佐勳章），在2008年新年榮譽名單中，他復獲授KBE（爵級司令勳章），成為爵士。
鄧永鏘與英國皇室成員，英、美政治及商界人士關係密切，其好友包括英國保守黨前首相馬卓安、戴卓爾夫人，前港督彭定康、已故戴安娜王妃，安德魯王子及其前妻莎拉、前美國總統克林頓等。其他好友包括英國影帝米高堅伉儷、劇作家安德鲁·劳埃德·韦伯、演員曉格蘭特與女友珍美瑪等。鄧永鏘亦擔任古巴駐香港名譽領事，與古巴政府高層熟悉。
2005年3月10日，鄧永鏘獲英國廣播公司邀請，參與BBC中國周於上海製作的電視時政辯論節目「問與答」(Question Time)，擔任嘉賓。同場嘉賓包括前港督彭定康、中國外交部發言人劉建超、博鰲亞洲論壇秘書長龍永圖等。
2006年7月，鄧永鏘推出新書《An Apple a Week》。鄧永鏘在舊中國銀行大廈舉行新書派對，這書序言由前港督彭定康撰寫。
2010年，鄧永鏘接受金融時報的訪問，提及希望能被世人以希莱尔·贝洛克的一句說話記住：「當我死了，我希望人們會這樣說：『他的罪惡是猩紅色的，但他的書被讀了。』」
2017年8月中，傳出鄧永鏘健康欠佳的消息，並向朋友發出邀請，報道引述在邀請函中披露其醫療團隊稱他只有一至兩個月時間，希望他們9月6日能到倫敦 The Dorchester 酒店與他見面，與好友共度最後時光。不過，鄧永鏘最終敵不過病魔，於8月29日離世，享壽63歲。
2017年9月，鄧永鏘前妻張淑儀接受訪問時透露，鄧永鏘於三年前換肝後情況穩定，去年驗出肺部有腫瘤，但他還是樂觀面對。表示他希望返香港，不過英國那邊還在開會，未知骨灰會否帶回香港安葬。至於問及本定於九月六日的告別派對，張淑儀坦言，鄧永鏘有提及過，即使他是否還在也好，也希望可以繼續舉行。

## 商業生涯
1991年，鄧永鏘以4,000萬港元在中環舊中國銀行大廈開辦會所「中國會」(China Club)；同年取得古巴雪茄 Cohiba 的代理權。
1994年，以1億2,000萬港元在中環畢打行開設中國傳統服裝店「上海灘」(Shanghai Tang)，以1930年代上海衣著設計為藍本。1998年，鄧永鏘把「上海灘」大部份股權售予南非富翁建立的瑞士奢侈品公司歷峰集團 Richemont Group，只擔任董事。
2007年，鄧永鏘在英國倫敦 The Dorchester 酒店開設高級中菜館「唐人館」(China Tang)。
2013年，鄧永鏘與藝人劉嘉玲合資開設高級家品店「鄧鄧鄧鄧」(Tang Tang Tang Tang)，開業時租用灣仔莊士敦道60至66號和昌大押的地下1A舖，而3年後退租遷往新舖。
2015年2月底，在倫敦市中心唐人街開設的一個非牟利機構「中國站」(China Exchange)，作客嘉賓包括英國著名建築師福斯特、谷歌創辦人之一史密特等。鄧永鏘表示，創辦「中國站」是為了促進中西文化交流。

## 公職
鄧永鏘曾擔任多項慈善工作，包括香港癌症基金會創辦人及榮譽主席，香港唐氏綜合症協會永遠榮譽會長、也曾贊助香港青年藝術節等活動。
其他公職：
- 香港癌症基金會榮譽主席
- 香港唐氏綜合症協會永遠榮譽會長
- 倫敦皇家藝術學院信託人
- 紐約 Blackstone Group 成員
- 倫敦 The Savoy Group of Hotels 成員
- 倫敦 Asprey & Garrard 成員

## 家庭
1983年，鄧永鏘與香港電視藝員張淑儀在北京一家基督教堂舉辦了婚禮；1992年與張淑儀離婚，兩人育有一子一女（大女鄧愛嘉 Victoria 及幼子鄧裕鏗），當時鄧永鏘答應將香港旭龢道威都閣一個住宅單位業權轉予前妻。2005年張淑儀入稟高等法院，指前夫無按月付款，亦無在售出單位後分帳，向其追討逾2,400萬港元。
2003年，鄧永鏘與現任妻子 Lucy Wastnage 於英國結婚，婚禮有多位英國政商界人士出席，包括前副首相夏舜霆。
鄧永鏘租住半山區高化利徑8號，在西貢大網仔路則擁有一幢別墅，價值3,000萬港元。
鄧永鏘興趣廣泛，包括音樂、藝術、文學、雪茄等。

## 與古德明的筆戰
2004年，鄧永鏘在蘋果日報撰寫文章，鼓勵使用簡單英語，並與同是蘋果日報《征服英語》專欄作者古德明就英語 Ensign（艦旗或商船旗）的使用問題展開筆戰，當時引起不少香港學術界人士關注。
2004年7月，鄧永鏘在專欄更正古德明教讀者使用 The ship was flying the Union Jack，鄧永鏘指英文口語應為 flying the ensign，因船上的旗幟稱為 ensign 而非 Union Jack。古德明在其專欄（7月29日至31日）多次指責鄧永鏘。鄧永鏘在文章中指『古德明的「英文」笑死我』。其後兩人再各自在其專欄中多次指證對方的英語錯處。

## 於金融時報《Agony Uncle》的專欄
鄧永鏘每周在金融時報《Agony Uncle》專欄中，評論房地產，室內設計，建築以及園藝等事宜。鄧永鏘涉獵範圍廣，幾乎無所不談，上至社交禮節，下至文法造句，他亦精通，並以輕鬆啜核的手法，為讀者解答種種疑難。2016年11月，鄧永鏘聯同企鵝出版社，將《Agony Uncle》專欄文章結集成書，繼其結集《An Apple a Week》以及《A Chink In The Armour》後另一出版，書名為《Rules for Modern Life》。
鄧永鏘在專欄中曾分享他與英國皇室成員、荷里活明星，以至多位政治人物（例如津巴布韋前總統穆加貝、古巴政治家卡斯特羅、朝鮮領導人金正恩等）的交往趣事。(伍常，2019年)

## 「香港的林語堂」
著名香港作家及時評人陶傑曾以「香港的林語堂」比語鄧永鏘。〈燦爛之後　歸於黑寂〉一文，陶傑寫道：「他（鄧永鏘）是一個視覺娛樂版的林語堂，雖然他的英文比林語堂高，林語堂向西方世界販賣蘇東坡，又從西方向中國人入口幽默；但鄧永鏘顯然無此大志，他只經營服裝店「上海灘」，而向香港入口與英國無關的古巴雪茄。林語堂畢竟造就了一股時代的風氣，但鄧永鏘只製造了時空的幻象，而且因他的逝世，此一時空幻象有如黑夜中的鐳射激光表演，燦爛之後歸於黑寂。」，又在〈從此降下了一飄香港旗〉寫到：「鄧永鏘找到了自己的定位。他做高級中國料理開始，然後進軍中國唐裝，創立 Shanghai Tang ，他知道英國和西方人眼中「獵奇中國學」（Chinoiserie）心理的文化想像，能迎合此文化為西方市場創造中國服裝。鄧永鏘是一個通俗市場版的香港林語堂，懂得包裝，在中西文化之間，營造一個 Fusion 恰到好處的品牌形象，而且只此一家。英文是他最有力的市場催化劑，雖然他對於中西學術並無興趣。」（陶傑，2017年）

## 外部連結
個人簡述
- 香港雪茄大王 - 鄧永鏘（页面存档备份，存于）
- 夏利豪基金會 - 鄧永鏘

品牌網站
- 上海灘

有關報導
- 《鄧永鏘自爆輸84萬大屋》（页面存档备份，存于），明報 2006年7月22日
- 《姬摩絲拖Pete癲足兩日》[永久]，東方日報 2005年12月13日
- 《古德明的「英文」笑死我》，蘋果日報 2004年8月9日